# Corpus de Sitges
El Corpus de Sitges, que engloba la celebració de la festivitat del Corpus Christi, és una de les festes tradicionals i populars de Sitges. Els principals actes es concentren en el cap de setmana de Corpus, el diumenge posterior a la Santíssima Trinitat, i l'element més destacat és la confecció de les tradicionals catifes de flors, amb la participació de la població. Al vespre, la processó del Santíssim Sagrament amb el seguici folklòric seguit del religiós, donarà el sentit a tota la celebració trepitjant els carrers encatifats.
El 1952 la Direcció General de Belles Arts del Ministeri d'Educació la declarava Festa d'Interès Artístic Nacional; el 1965 també era declarada Festa d'Interès Turístic Nacional, pel Ministeri de Turisme; i l'any 2023 és declarada Festa Patrimonial d'Interès Nacional.
Des del 2010 que la celebració del Corpus de Sitges està organitzat per la Comissió Municipal de la Festa del Corpus de Sitges, que treballa conjuntament amb la Regidoria de Cultura, Tradicions i Festes de l'Ajuntament de Sitges. L'Ajuntament nomena un president que triarà diversos vocals, i un cop confeccionada la Comissió, l'aprovarà el Ple Municipal de la corporació.

## Història
El 1247 a Liège se celebrà per primera vegada el Corpus Christi el diumenge posterior a la Santíssima Trinitat, però no és fins al 1316, en què el Papa Joan XXII va enviar els decretals per a la celebració del Corpus Christi en el dijous després de l'octava de Pentecosta, que la festa s'escampa de forma molt ràpida per tot el món. A Sitges el primer document referent a la celebració de la festivitat del Corpus Christi data del 1358, en un apunt econòmic dels llibres de la Pia Almoina, que governava Sitges i els seus comptes.
Des d'inicis del segle xvii trobarem abundants referències sobre com se celebrava el Corpus a Sitges, el primer detall sobre les despeses que destinava el Consell són del 1599. A partir del 1624 són habituals les referències a la contractació de músics. Abans del 1635, es funda i constitueix la Confraria del Santíssim Sagrament, també anomenada de la Minerva, que s'encarregarà juntament amb el Consell de la vila, de l'organització i despeses del Corpus i la seva octava. El 1647 es documentarà per primera vegada el pas de la Processó pels carrers de la vila i el 1666 la celebració de l'octavari i la processó del cap d'octava. Aquesta situació suposa que, a més a més de la contractació de músics, també vinguin a Sitges religiosos per oficiar la festivitat, per exemple, el 1705 un capellà i dos escolans van ser contractats per a les funcions religioses.
No serà fins a la consuetud de 1792 que es trobarà documentada en detall tota la celebració, tant pel seu component litúrgic com lúdic. Indicant-se com la processó de Corpus passava per tots els carrers de Sitges, el recorregut de la processó del cap d'octava, i les celebracions nocturnes amb danses, música i lluminàries, que cada dia de l'octavari es feien en un dels carrers de la vila.
El 1814, celebrant el final de la Guerra del Francès, es documenta de forma minuciosa tot el seguici d'una processó, que seguirà el model i itinerari de la del Corpus sitgetà. Documentant-se les enramades, domassos als balcons, altars en el recorregut i les primeres referències a balls populars “gegants, drach y balls” encapçalant la processó i, per tant, aplicant els canvis postprohibicions de Carles III.
La celebració seguirà creixent en el conjunt d'actes que l'embolcallen i amb una vessant més festiva. Des de l'estrena dels gegants moros d'en Querol, 1845, que sortiran per Corpus i es crearà el que serà la seva primera sortida de l'any, la de la vigília, que es mantindrà de forma ininterrompuda fins avui en dia. En aquests mateixos anys, la Confraria de la Minerva estrenava un nou penó brodat en or, i que des del 1854 fins a l'actualitat ocupa una posició preferent en el seguici, precedint el pas de la custòdia.
S'anirà conformant, doncs, tota l'estructura del corpus vuitcentista a Sitges des de mitjans del segle xix. Així el primer setmanari sitgetà, la Revista Suburense del 1877, ja indica tota l'estructura de celebració de la festa: sortida dels gegants la vigília, Ofici solemníssim, catifes i altars en els carrers esperant el pas de la Processó de Corpus encapçalada pels gegants i posterior seguici religiós, festes de barri i processó del cap d'Octava.

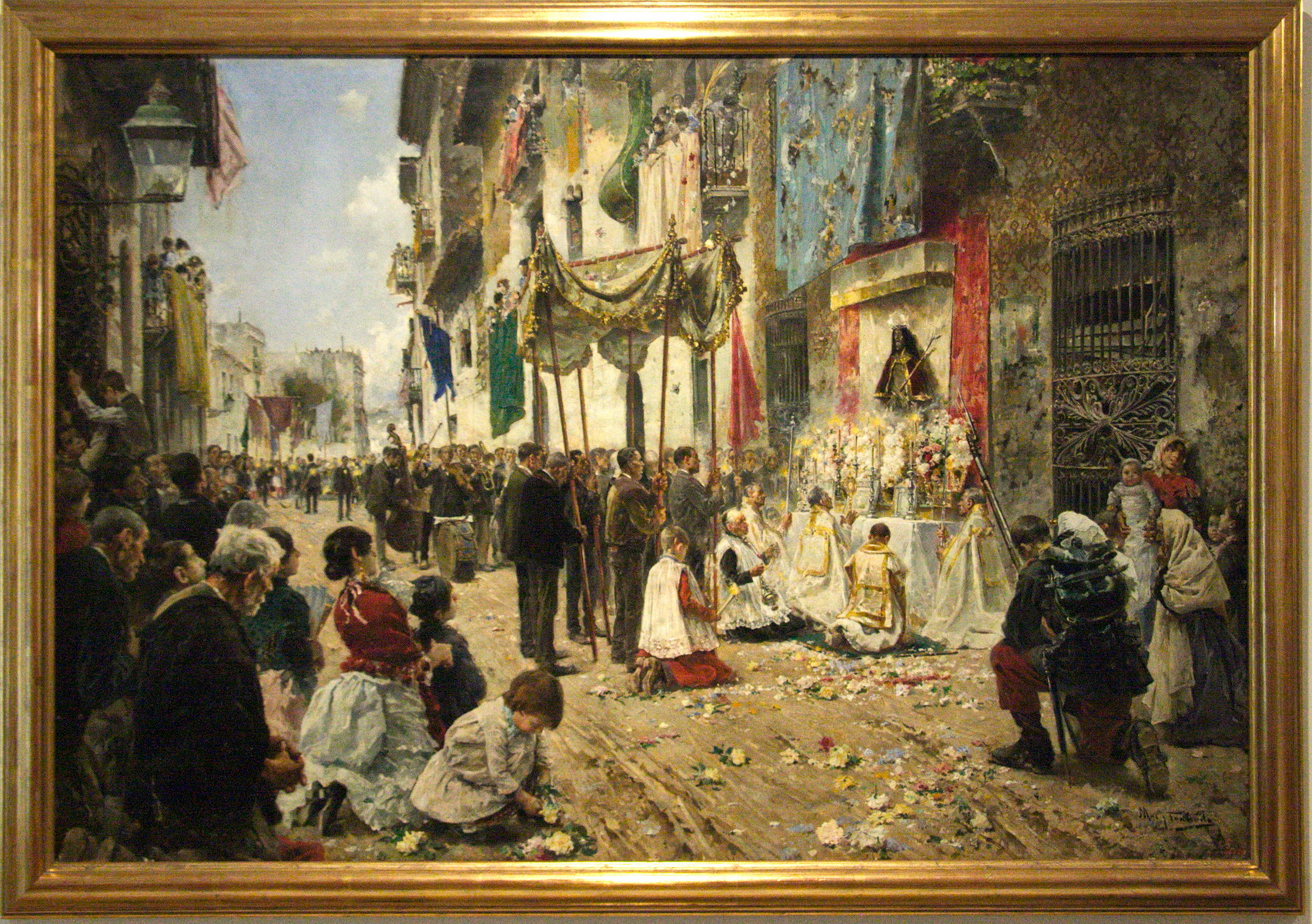
"La Processó de Corpus" pintada a Sitges el 1887 per Arcadi Mas i Fondevila.

Tot i que ja es documenten el 1814, des del segon terç del segle xix que es troben diversitat de referències a les catifes, però si s'ha de precisar un punt documental d'inici de les catifes sitgetanes, entenent-les com en l'actualitat -en què es realitzen temps abans de la processó, tenen una delimitació concreta i es fan amb diversitat de flors que es distribueixen curosament en un tros específic de carrer- aquest seria el 1890. El 1886 ja es documenta com temps abans també ja es realitzen diversos ou com balla i des d'aquest moment la referència en serà constant.
En aquesta mateixa època trobem la primera imatge del Corpus sitgetà, la pintura realitzada el 1887 per un dels fundadors de l'escola luminista de Sitges, Arcadi Mas i Fondevila. L'obra amb nom "La Processó de Corpus", exposada actualment al Museu de Maricel de Sitges, mostra el pas de la Processó pel carrer de les Parellades, aturant-se en un dels diversos altars del recorregut. En la pintura s'hi poden identificar múltiples detalls com les flors al carrer, els domassos, la banda de música, els gonfanons, banderes gremials i penons, juntament amb el tàlem, els portants, la clerecia, un carrabiner i els sitgetans agenollant-se al pas de la custòdia.
Cal remarcar la rellevància del manteniment de la celebració d'una forma singular i pròpia des del segle xix, estructura que correspon al que es coneix com a Corpus Vuitcentista a Catalunya. Una celebració de Corpus, postprohibicions de finals del segle xviii, en què l'ordenament del seguici processional s'ha modificat, però on es manté tota l'essència de la festa, l'estructura i els costums.
Aquesta estructura a Sitges no es perdrà (mantenint-se l'organització de la festa per part de la Confraria de la Minerva). Tot al contrari, seguirà incrementant-se amb elements que van adquirint cada cop més rellevància i singularitat dins de la festa, especialment les catifes de flors, que es convertiran en l'element més característic i icònic del Corpus sitgetà.
Continuant amb l'aparició d'elements en paral·lel a la celebració de Corpus a Sitges, el 1918 se celebrarà la primera Exposició Nacional de Clavells. La idea, gestada per un grup de sitgetans que en feien cultiu, estarà acompanyada de l'assessorament de Miquel Utrillo i diverses comissions, que s'encarregaran de l'organització i la gestió dels premis
El 1951, es crea un nou esdeveniment: l'ofrena de clavells a la Mare de Déu del Vinyet després de la cloenda de l'Exposició de Clavells, com a darrer acte del Corpus sitgetà de l'any. A partir de 1952, es va decidir que al Cap de la Vila s'ubicaria un altar central i que la catifa, que ja feien amb anterioritat els veïns, es faria per tota la plaça, de manera que la seva confecció la realitzarien entitats sitgetanes que ho demanessin. El 1953, s'iniciava el Concurs d'adorns florals de façanes, que segueix vigent en l'actualitat. De la mateixa manera que el Pregó del Clavell, que es declamava per primera vegada el 1962, i que s'encarrega a una persona fortament vinculada amb la celebració del Corpus o amb el poble de Sitges. Actualment es segueix realitzant com un acte conjunt amb la inauguració de l'Exposició de Clavells.
El 1965 s'estrenaven els gegants Americanos que s'incorporarien al seguici de la Processó l'any següent, de la mateixa manera que el 1980 ho farien els gegants Moros de l'Agrupació de Balls Populars de Sitges. La parella de gegants de la Vila, estrenats el 1897, segueixen en actiu especialment per Corpus, tot i que la rèplica que se’n va fer i que encapçala les cercaviles i processons de Sant Bartomeu i Santa Tecla, es van estrenar el 1975 també per Corpus.
El Concili Vaticà II, finalitzat el 1965, va tenir una afectació directa en les celebracions del Corpus a Catalunya. La important renovació de l'església que s'hi promovia, va suposar en la majoria de poblacions catalanes la desaparició de les processons al carrer, també la de Corpus. Trobant el cas més rellevant a Barcelona, on la processó després de sis segles, deixaria de realitzar-se durant gairebé 30 anys.
Les processons a Sitges van veure reduïts els seus recorreguts, però la voluntat del poble i el manteniment de les seves tradicions, va suposar que no es deixés de celebrar mai pel carrer la Processó de Corpus i, per tant, la confecció de les seves catifes. Convertint-se en una de les poques poblacions on s'ha mantingut la celebració del Corpus de forma ininterrompuda, durant més de tres-cents anys.
A partir de l'aprovació de l'Estatut d'autonomia el 1979, la Generalitat de Catalunya modificarà la condició de dia festiu per la festivitat del Corpus Christi, decretant-se com a dia laborable a partir del 1982. A Sitges la pèrdua del dia festiu s'aconseguirà resoldre assignant un dels dos dies de festes locals pel dia de Corpus. Finalment l'abril del 1990, l'episcopat català va anunciar que traslladava des d'aquell mateix any la celebració de Corpus Christi del dijous, com havia estat tradicional, al diumenge. A Sitges es començarà a celebrar en diumenge a partir de l'any següent, 1991. Aquest mateix any també s'incorpora un nou element paral·lel a la celebració de la festa de Corpus: la Mostra de Bonsais, que es segueix mantenint avui en dia.
El 2003, celebrant els 150 anys de la primera documentació de la Moixiganga de Sitges, aquesta va participar en la Processó de Corpus, tancant el seguici popular i tradicional abans d'iniciar-se el seguici religiós. El 2009, celebrant els 25 anys que es fa càrrec de la Moixiganga l'Agrupació de Balls Populars, s'incorporarà definitivament al seguici. De la mateixa manera el 2013 s'incorporen també el Drac i l'Àliga de Sitges.

## Les Catifes de Flors
A Sitges trobem una primera menció d'enramades i flors al carrer el 1814, en els 3 dies de celebracions per la translació de la Mare de Déu del Vinyet al seu Santuari, acabada la guerra del Francès. En el primer dia, les celebracions pel centre de la vila seguiren l'estructura del Corpus sitgetà i el seu ornament floral. Des de mitjans del segle xix es troben referències a les catifes sitgetanes, però serà partir de l'aparició dels primers setmanaris sitgetans: La Revista Suburense (1877), L'Eco de Sitges (1886), La Voz de Sitges (1894) o el Baluard de Sitges (1901), que les referències a les catifes, confeccionades en els carrers esperant el pas de la processó, serà constant any rere any.
Concretament la Revista Suburense del 1877, en deia: “Estos habitantes dieron inequivocas pruebas de sus sentimientos religiosos, ya cubriendo el piso por donde debia pasar la sagrada Forma, de hojas y flores, ya en adornar lindísimas capillas en varios puntos de la carrera con el buen gusto que caracteriza á esta risueña villa”. Les referències a finals del segle xix sobre el tipus de flors utilitzades per a encatifar també son constant:“Els carrers eren tots encatifats de clavells, roses, ginesta, flors de sant Joan i molta varietat de verdatge” – “Roselles, ginesta y clavells”.
Tot i la diversitat de referències prèvies, si s'ha de precisar un punt documental d'inici de les catifes sitgetanes, entenent-les com en l'actualitat: en què es realitzen temps abans de la processó, tenen una delimitació concreta i es fan amb diversitat de flors que es distribueixen curosament en un tros específic de carrer; aquest seria el 1890. Moment en què, amb un article a L'Eco de Sitges del 18 de maig, s'especifica clarament com els veïns dels carrers per on passa la processó adquireixen flors a les venedores que se situen al Cap de la Vila, per confeccionar catifes davant del seu portal:“Lo que hi portaba a manats n'era la ginesta y flors de sant Joan, ab las cuals ne formaban alfombras devant sas casas, los vehins dels carrers ahont devia passar-hi la professó”.
Aquest detall de compra de flors per confeccionar les catifes es veu refrendat per un altre article a L'Eco de Sitges del 1892. On es tracta sobre l'altra manera d'aconseguir les flors per fer les catifes: anar-les a collir a la muntanya. Fet que a Sitges es veu molt lligat a la romeria, que ja es realitzava al segle xix, per a l'aplec a l'ermita de la Santíssima Trinitat. Aquesta romeria pel massís del Garraf es realitzava 4 dies abans de Corpus i s'aprofitava per collir diversitat de flors per a les catifes, especialment la flor més característica del Corpus sitgetà, la flor de Sant Joan.
Des de principis del segle xx, cada cop hi haurà més catifes amb diversitat de dissenys, fet que derivarà en una sana competitivitat respecte de quina catifa és la més lluïda. A la dècada dels anys 20, trobem àmpliament documentats els dibuixos i motius diversos de les catifes, especialment els que eren més destacables per innovadors o ben confeccionats.
En tot el segle xx, la festa de Corpus i, per tant, la confecció de les catifes, no va deixar mai de celebrar-se a Sitges, únicament en els anys 1937 i 1938 per la guerra civil. El 1939, tot i la difícil situació de la població civil, es tornaven a confeccionar les catifes esperant el pas de la processó. El 1942, l'Ajuntament de Sitges crea un concurs per a les millors decoracions dels carrers, i amb una càrrega únicament honorífica, es donaran tres premis a les millors decoracions (especialment catifes). La festa es converteix en un dels moments cabdals de l'any sitgetà i el nombre de catifes seguirà augmentant, cobrint gairebé la totalitat del recorregut; el 1949 se'n documenten mínim 131 i el 1950, 299. L'aparició en els anys vinents de les catifes col·lectives, en reduirà el nombre total.
L'increment del nombre de catifes i la seva consideració com a obres d'art, juntament amb l'increment de visitants també tindrà un efecte sobre la logística i el tempo de la festa. La confecció de les catifes necessitarà més temps i el volum de visitants dificultarà el pas per tot el centre de la vila, de manera que a principis dels anys 50 les catifes ja es començaran a realitzar durant la matinada del dissabte per seguir-se confeccionant durant tot el matí del diumenge i restar exposades al migdia. Aquest serà un canvi important per a la festa, perquè les catifes tradicionalment es confeccionaven la mateixa tarda de Corpus.
A partir del 1980, a més a més del veïnat que històricament ha confeccionat les catifes, també realitzaran trams de catifes les escoles, els instituts i les associacions i entitats locals.
El 2010, quan gran part de les catifes ja no participaven en el concurs i la dotació econòmica per cada catifa feia anys que ja no depenia de la posició aconseguida, es va celebrar per darrera vegada.
El nombre de catifes és variable, tot i que fluctua poc en estar tot el recorregut de la processó encatifat. Concretament es realitzen al voltant de 35 trams de catifa diferents, on la més petita ocupa una superfície de 16m² i la més gran 689m². Això suposa que unides entre elles i amb una amplada fixa de 2.5 metres, es confeccionaria una catifa de gairebé 1,2 quilòmetres d'allargada.
Cada catifa s'autogestiona per ella mateixa (disseny del dibuix, calcular la quantitat de flor necessària, realització…) amb la supervisió i ajuda de la Comissió de Corpus. Avui en dia es segueixen conservant els tradicionals trams de veïns, un fet diferencial del Corpus de Sitges, on alguns fa gairebé 70 anys que confeccionen el mateix tram de catifa de manera ininterrompuda.
Juntament amb aquestes catifes, també en confeccionen les escoles i instituts, que s'han anat incorporant gradualment a la festa i diversitat d'entitats i associacions sitgetanes, com la Creu Roja, l'Agrupació de Balls Populars de Sitges, el Casino Prado Suburense, i un llarg etcètera. Mantenint-se d'aquesta manera al llarg dels anys, l'estil de catifa sitgetana, i vinculant-se en la seva confecció tot el poble de Sitges.

## L'Exposició Nacional de Clavells
L'Exposició de Clavells és un dels actes paral·lels a la celebració tradicional del Corpus. A Sitges el cultiu del clavell i la relació d'aquesta flor amb les catifes de Corpus ja es documenta a finals del segle xix. Posteriorment, diversos cultivadors sitgetans, en una de les habituals xerrades en un dels cafès del centre de Sitges, s'uneixen amb Miquel Utrillo per realitzar la primera Exposició Nacional de Clavells. Des del primer any, 1918, l'Exposició de Clavells adquireix una gran rellevància, rebent premis fins i tot de la Reina Victòria Eugènia, i realitzant-se al Pavelló de Mar, situat a la platja sitgetana. El nombre de torretes presentades (més de 700), superen totes les expectatives, i al 3r any del certamen ja es parla de la participació internacional de cultivadors, al mateix temps que el 1919 es funda a Sitges l'empresa Floreal, anunciada com la primera explotació industrial del clavell a Espanya.
El primer any s'aprofita que es fa coincidir el certamen amb la festivitat del Corpus, perquè els gegants -que han de sortir posteriorment a la Processó de Corpus- encapçalin la comitiva d'autoritats (de la comarca i Barcelona) que es traslladen des de l'ajuntament al Pavelló de Mar per fer la inauguració.
L'Exposició de clavells tindrà 3 èpoques, la primera de 1918 a 1921, la segona del 1929 al 1934, destacant la presència del rei Alfons XIII per inaugurar l'edició de 1930, i posteriorment de 1950 fins a l'actualitat.
L'Exposició de Clavells vehicula el calendari de la festa, que en conjunt té una durada de 9 dies (del dissabte al diumenge de la setmana següent), ja que la inauguració amb el Pregó del Clavell, es realitza en el recinte on s'exposen els clavells i es clou la festa en el mateix recinte amb la finalització de l'exposició i el recull de clavells per anar en comitiva a fer l'ofrena a la Mare de Déu del Vinyet en el seu Santuari.
Actualment hi ha més de 30 cultivadors, que exposen més de 2000 torretes amb diversitat de clavells. Els cultivadors majoritàriament en tenen cura en els seus propis terrats, terrenys,... però les limitacions del Sitges actual han suposat la creació d'un Viver de Clavells. En aquest recinte, realitzant una petició prèvia a l'Ajuntament, diversos expositors hi poden tenir els seus propis clavells durant tot l'any. A mitjans d'octubre s'inicia el procés, amb l'entrega dels esqueixos dels clavells que amb el posterior cultiu estaran en la seva màxima esplendor per Corpus.

## Actes

### Repic de Campanes
Tot i ser molt anterior, el repic de campanes per Corpus es documenta per consuetud el 1792, indicant la repicada de vigília, per l'Ofici, la Processó i la cantada a Vespres. La tradició s'ha mantingut fins avui dia, suposant l'inici de la festa el repic de vigília –amb un toc propi de festa-, i tornant-se a realitzar el dia de Corpus, quan es toca a Ofici abans de començar la Missa solemne concelebrada, en iniciar-se la Processó i quan torna a arribar a l'església.

### Cercavila dels gegants la vigília

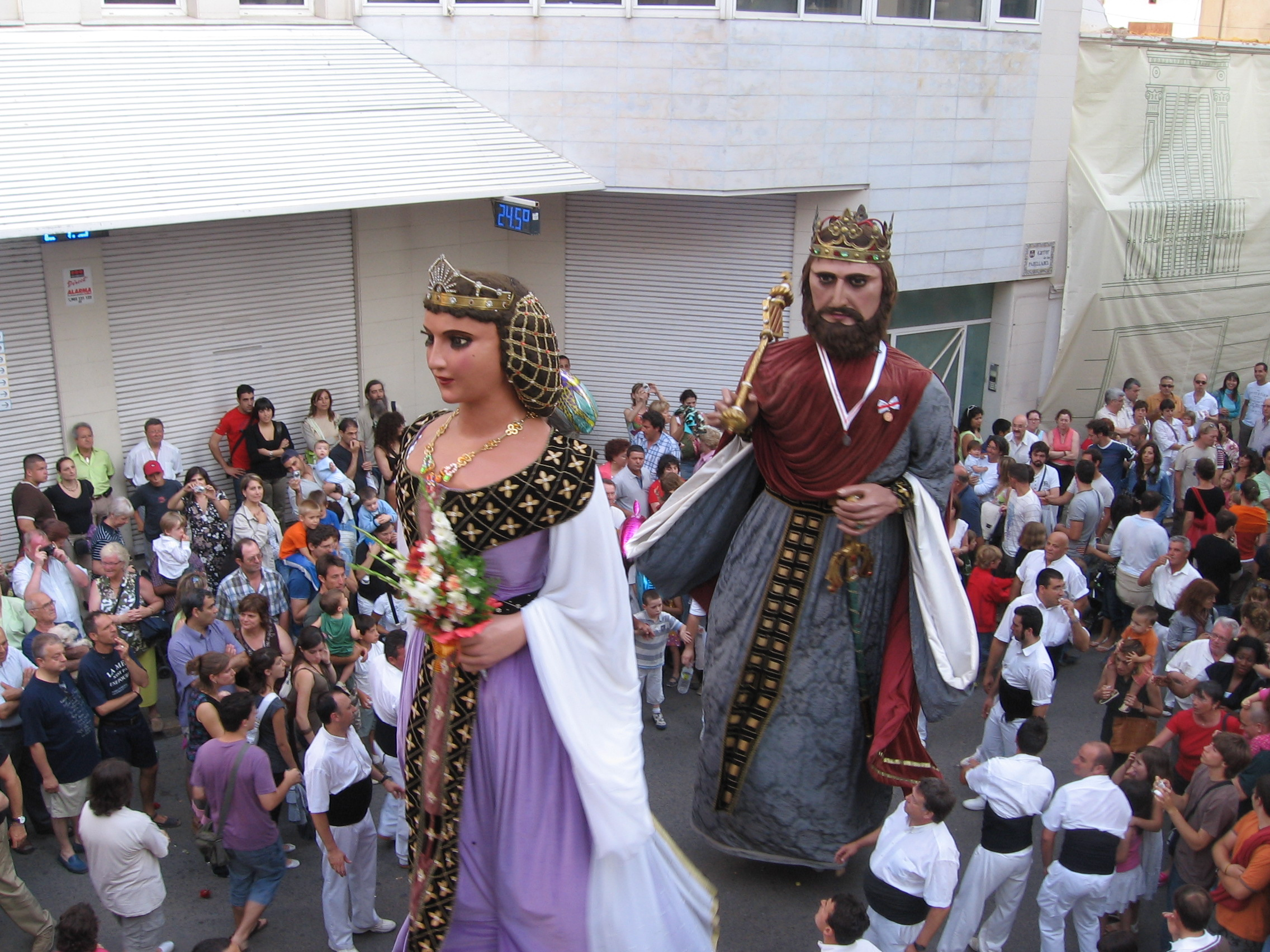
Els Gegants Vells de la Vila, la vigília de Corpus, passant pel Cap de la Vila.

Des de l'estrena dels Gegants Moros d'en Querol (1845), es realitza la sortida dels gegants la vigília de Corpus. Antigament anaven a visitar les cases dels regidors municipals i actualment fan una cercavila pel centre del poble. Els gegants centenaris (1897) inicien aquesta sortida el 1899 (juntament amb els antics gegants moros, única vegada a la història sitgetana en què surten les dues parelles) i s'hi mantindran fins avui dia. Posteriorment s'incorporen a la sortida les noves parelles de gegants: Gegants Americanos (1965) i Gegants Moros de l'Agrupació de Balls Populars (1979).

### Pregó del Clavell
En la cercavila dels gegants de la vigília, es realitza una aturada en l'espai on s'exhibeix l'Exposició de Clavells, els darrers anys en els Jardins de la Societat Recreativa El Retiro. En aquest moment l'alcalde realitzarà l'acte d'inauguració amb un breu discurs, acompanyat de la resta d'autoritats i els sitgetans i sitgetanes que omplen el recinte. Seguidament s'hi declamarà el Pregó del Clavell. El pregó el declamen principalment sitgetanes i sitgetans amb una forta vinculació amb la població, la festa i les seves tradicions (els darrers anys han sigut pregoners l'actriu Anna Barrachina o el periodista Jaume Freixes). L'acte el presideix l'alcalde de Sitges, juntament amb la resta d'autoritats, pubilles i hereus,... i és obert a tot el poble. Un cop acabat el pregó, els gegants continuaran amb la seva cercavila fins a retornar a l'Ajuntament.

### Preparació de les flors per les catifes i confecció dels dibuixos pels carrers
Durant la tarda de la vigília i especialment en finalitzar-se el Pregó del Clavell, els carrers del centre de la Vila per on passarà la Processó l'endemà, s'hi comencen a agrupar els veïns dels trams de catifa per mantenir la tradició de tallar la flor al carrer. D'aquesta manera tallaran i/o desfullaran els clavells, xiprer, gerberes, statice,... per tenir tota la flor preparada per quan es comenci a fer la catifa, sigui la mateixa nit o l'endemà al matí.
Cap al vespre (i mentre els veïns segueixen tallant la flor) també es comencen a marcar els dibuixos de les catifes al terra dels carrers. Per fer-ho cada tram, segons el tipus de dibuix i catifa que realitzi, utilitza una tècnica o altra per traspassar el dibuix a terra.
Tradicionalment s'ha fet replicant una quadrícula sobre el paviment i fent el dibuix a mà alçada amb l'ajuda de l'escalat del dibuix; o mitjançant diverses plantilles que els dies abans es creen (amb cartró o fusta) i que serveixen per anar replicant el dibuix.
En ambdós casos primer es farà amb guix i posteriorment es repassarà amb pintura, per si en les següents hores plou, no perdre el dibuix. Que els dibuixos quedin realitzats amb pintura, suposa que les setmanes posteriors a Corpus tot el centre de la vila mantingui diversitat de dibuixos al paviment.

### Confecció de les catifes de flors
El principal element i el més representatiu del Corpus de Sitges, són les seves catifes de flors. Antigament, aquestes es realitzaven a la mateixa tarda de Corpus, poques hores abans que passes la processó. L'increment en el nombre de catifes i la seva mida, juntament amb la voluntat de fer cada vegada catifes amb dissenys més complexes i més diversitat de flors, resulta en què la confecció de la catifa requereix més temps. De manera que es comença a utilitzar tot el dia de Corpus per confeccionar-les i a partir de la dècada de 1950, s'inicia el dibuix de la catifa la nit de la vigília. Actualment depenent del tipus de carrer i de confecció, les catifes es realitzen des de la nit del dissabte i durant tot el matí del diumenge, quedant totes exposades des del migdia del dia de Corpus fins al pas de la processó al vespre.
A Sitges el tipus de flors utilitzades i la manera de confeccionar les catifes és molt característic de manera que es pot considerar l'estil de catifa sitgetana com un element propi i identitari de la festa. Un d'aquests trets distintius és la utilització únicament de flors o elements vegetals, tradició que prové ja del segle xix, on la referència a les flors utilitzades ja hi destacava el clavell, els geranis i la característica flor de Sant Joan.
Actualment la Comissió de Corpus dota a cada tram de catifa d'una quantitat concreta de clavells (de colors blanc, vermell, groc i rosa), juntament amb la gespa, l'esclofolla d'arròs i el xiprer. I cada tram de catifa per la seva part aconsegueix diversitat d'altres flors: flor de Sant Joan, l'statice, gerberes, buguenvíl·lea, boixac, acàcia, brachychiton populneus,... Aconseguint tots els colors i tonalitats que es puguin necessitar pels dibuixos o arabescs que s'hi realitzin.
Els dibuixos de les catifes són tan característics i tradicionals els que representen alguna imatge (de lliure criteri) com els arabescs o sanefes. El nombre de catifes és variable, tot i que fluctua poc en estar tot el recorregut de la processó encatifat. La seva realització la duen a terme diferents col·lectius: veïns, escoles/instituts i entitats/associacions.

### L'Ofici de Corpus
A més a més de la processó, la celebració del Corpus sempre ha tingut com a acte central l'ofici de la festa, que és de caràcter solemníssim i on a Sitges, ja al segle xvi, es troben els apunts econòmics sobre pagament pels músics que tocaran en la celebració. Juntament amb la contractació de músics forans per la celebració de l'ofici, també es demanava que vinguessin curats o vicaris d'altres poblacions. Tradicionalment l'ofici es realitzava al matí, la processó es va passar a realitzar a la tarda a partir del 1542 (detall propi i diferencial de Catalunya), en canvi es mantindria al matí a la resta de la Península. Durant tota la vuitada, també es realitzava un ofici diari amb la presència especialment del veïnatge del barri-carrer que s'encarregava de la celebració diària i el cap d'octava l'ofici tornava a ser solemne, ja que en acabar es realitzava una nova processó.
A més a més de les funcions religioses, el Santíssim Sagrament quedarà exposat a la seva pròpia capella, dins de l'Església Parroquial, just finalitzar-se la Missa de les 9 del matí, per a l'adoració personal.

### L'Ou com balla

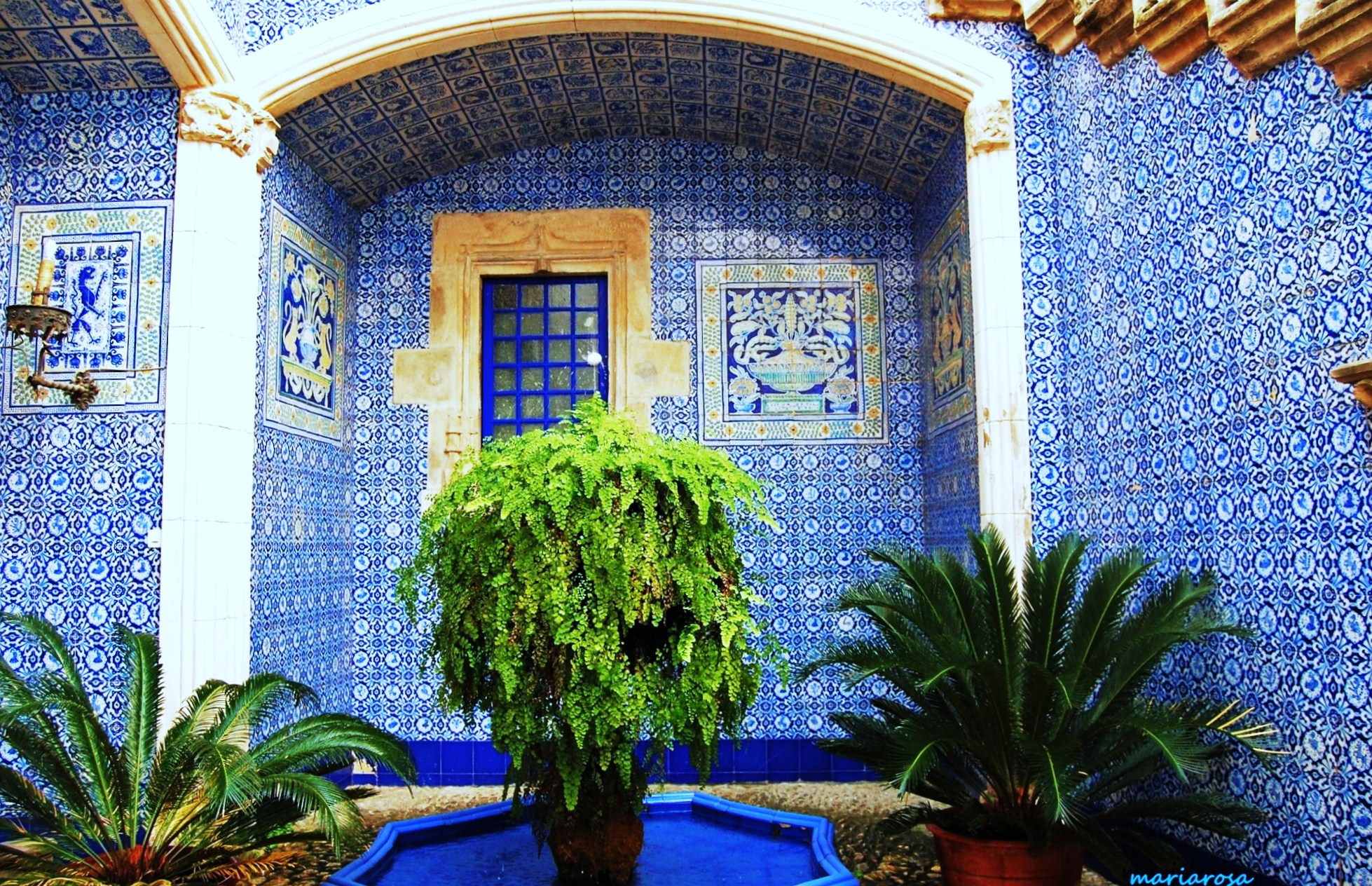
L'Ou com balla en el brollador de l'entrada del Palau Maricel de Sitges

L'ou com balla es documenta a Sitges des d'abans de 1886, però és a partir d'aquest any que ja es troba exposat de forma habitual i en múltiples ubicacions, sempre al voltant del recorregut de la processó. D'aquesta manera s'ubica tant en carrers on es realitzen enramades i catifes per les celebracions de l'octava, com en llocs especialment rellevants de la vila, on s'hi han ubicat diversos brolladors al llarg dels anys: Cap de la Vila, Palau Maricel, jardins del Dr. Robert (plaça de l'Ajuntament), pati de la Biblioteca Santiago Rusiñol,... Actualment es segueixen exhibint diversos “ou com balla”, com el del brollador de l'entrada del Palau Maricel, el dels Jardins de la Societat Recreativa El Retiro o alguns anys en la catifa i altar del mateix Cap de la Vila.

### Altars en el recorregut de la Processó
La primera documentació d'altars pels carrers de Sitges en espera de la Processó la trobem a partir del 1814. Posteriorment també en farà esment el primer setmanari sitgetà, la Revista Suburense, el 1877. Però la imatge icònica d'un altar al recorregut de la Processó sitgetana serà el corresponent a la pintura “La Processó de Corpus” d'Arcadi Mas i Fondevila del 1887. On es pot observar un altar al carrer de les Parellades.
El nombre dels altars al recorregut de la Processó anirà variant però sempre mantenint-se de forma ininterrompuda fins avui dia, i documentant-se’n més de 10 de diferents en la dècada de 1950.
Posteriorment i a banda de l'altar principal situat al Cap de la Vila, es seguiran realitzant d'altres altars, ja no únicament en cases particulars sinó en les mateixes catifes confeccionades per veïns o entitats.

### Catifa i altar del Cap de la Vila
Tot i que ja se’n feien amb molta anterioritat, des del 1942 que es documenten catifes confeccionades a la plaça del Cap de la Vila. Posteriorment es convertirien en una de sola en tota la plaça, com demostra el fet que 1949 fos exclosa del concurs de catifes. El 1951 s'instal·là un altar tocant a una de les voreres del Cap de la Vila i es va fer al seu voltant una catifa circular, estructura que es mantindria l'any següent i a partir d'aquest moment, una entitat o associació sitgetana seria l'encarregada de confeccionar cada any la catifa del Cap de la Vila, situant al mig de la plaça un altar.
Des del 1951 que l'element central de la processó és aquesta catifa i el seu altar, i cada entitat interessada a confeccionar-la, realitza una petició formal que estudia la Comissió de Corpus per decidir quina és l'entitat seleccionada entre les propostes de cada any. D'aquesta manera entitats com la Creu Roja, la Societat Recreativa El Retiro, el Casino Prado Suburense, l'Agrupació de Balls Populars, la Colla Jove de Castellers de Sitges,... han confeccionat aquesta catifa. El 2018 va ser el Consorci del Patrimoni de Sitges qui, per celebrar els 100 anys de la construcció del Palau Maricel, la confeccionava.

### Processó de Corpus
La processó de Corpus és l'acte que dona tot el sentit a la festa, i que tanca el cercle de tots els esdeveniments de la vigília i el dia de Corpus. La processó que s'inicia al vespre, des de l'església parroquial en finalitzar-se la Missa solemne concelebrada, trepitjarà al seu pas totes les catifes confeccionades durant les darreres 24 hores a tal efecte.
Per tant, és, juntament amb l'ofici, dels actes més antics de la festivitat. A Sitges es troba documentat que la processó ja sortia pels carrers mínim des del 1647, quan ja passava pel carrer Nou, i per tant, per tota la resta de carrers de la Vila.
El 1654 les despeses del Consell per Corpus es detallen en els costos dels músics i les lluminàries a realitzar en el temple i la processó.
El 1666 es fa referència per primera vegada a la celebració de l'octava de Corpus, la processó del cap d'octava i les corresponents il·luminacions (ciris i atxes per la processó).
El 1792 ja es troba documentat tot el recorregut que seguia la processó, que en haver crescut el poble de Sitges també ho havia fet l'itinerari, que seguia passant per tots els carrers de la Vila. El detall de passar per tots els carrers de la Vila serà propi de la Processó de Corpus durant segles.
Recorregut de la Processó el 1792: 
- Baluard, mirador Miquel Utrillo, Fonollar, Sant Joan, Davallada, Barcelona, Aigua, Major, Cap de la Vila, Parellades, Bonaire, Sant Pere, Passeig de la Ribera, Sant Pau, Passeig de la Ribera, Carreta, Tacó, Nou, Major, plaça de l'Ajuntament i Baluard.

El 1886, novament s'obren nous carrers a Sitges i, per tant, tornarà a créixer el recorregut de la processó (mantenint els carrers pels quals ja passava). Aquest recorregut es mantindrà amb pocs canvis durant més de 90 anys: 
- Baluard, mirador Miquel Utrillo, Fonollar, Sant Joan, Davallada, Barcelona, Major, Cap de la Vila, Jesús, Francesc Gumà, Sant Isidre, Illa de Cuba, Sant Bartomeu, Sant Gaudenci, Sant Francesc, Cap de la Vila, Parellades, Bonaire, Sant Pere, Passeig de la Ribera, Sant Pau, Passeig de la Ribera, Carreta, Tacó, Nou, Major, plaça de l'Ajuntament i Baluard.

Per les aplicacions del Concili Vaticà II, la processó de Corpus va veure reduït el seu recorregut a finals dels anys 70, però va seguir sortint al carrer de forma ininterrompuda, mantenint d'aquesta manera la base del seu recorregut històric.
Recorregut de la Processó en l'actualitat:
- Baluard, mirador Miquel Utrillo, Fonollar, Sant Joan, Davallada, Barcelona, Santiago Rusiñol, Jesús, Cap de la Vila, Parellades, Bonaire, passeig de la Ribera, Sant Pau, Cap de la Vila, Major, plaça de l'Ajuntament i Baluard.

S'ha de tenir en compte que la Processó passa per aquest conjunt de carrers de forma ininterrompuda, mínim d'entre 131 i 350 anys. Concretament: 
- Pels carrers: Fonollar, Sant Joan, Davallada i Major, hi passa la Processó des d'abans de 1647.
- Pels carrers: Barcelona, Cap de la Vila, Parellades, Bonaire i Sant Pau des d'abans del 1792.
- Pel carrer Jesús, s'hi passa des del 1886.
- Pel carrer Santiago Rusiñol (arran de les modificacions de recorregut per l'aplicació del Concili Vaticà II) s'hi passa des del 1978.

### Ballada final dels gegants
Històricament després de finalitzar-se la processó de Corpus (també per la del cap d'octava) a les cases particulars, especialment les benestants, se celebrava el “Refresc de Corpus”. Aquest “refresc” també es realitzava protocol·làriament a l'Ajuntament, de manera que en acabar la processó les autoritats polítiques i les eclesiàstiques s'hi reunien per celebrar-lo. El 1836, ja el trobem documentat com una despesa pròpia de l'Ajuntament. Aquest darrer desplaçament de les autoritats municipals i eclesiàstiques, des de la parròquia fins a l'Ajuntament el fan acompanyats pels gegants, que aprofiten l'ocasió per fer les darreres ballades a la plaça de l'Ajuntament.
Des del 1944, que es troba documentada la ballada final dels gegants per Corpus, i des de llavors, s'ha estès a les altres celebracions en què participen els gegants, de manera que 9 anys després també es documenta per Festa Major.
La ballada final la presideixen des del balcó de l'Ajuntament, l'alcalde i resta d'autoritats municipals i eclesiàstiques, pendonista i cordonistes, pregoner, pubilles i hereus, i comissió municipal de Corpus entre d'altres. En finalitzar-se s'hi realitza el tradicional “refresc de Corpus” posant punt final a la celebració.

### Concurs d'Ornamentació Floral de Balcons, Finestres i Façanes
El 1953 s'inicia a Sitges el que actualment es coneix com el “Concurs d'Ornamentació Floral de Balcons, Finestres i Façanes”. Amb la voluntat de mantenir una tradició de segles pel dia de Corpus, com era que cada veí enblaquinava de calç la seva façana i la decorava floralment amb enramades juntament amb les catifes de flors, el concurs s'ha mantingut fins avui en dia.
Cal destacar-ne que juntament amb les catifes li ha suposat a Sitges l'atorgament de dues Flors d'Honor en el certamen de Viles Florides del 2013.
El dia de la Cloenda de Corpus, es fa entrega dels premis del Concurs, que han sigut atorgats per un jurat especialitzat on es conviden a especialistes en l'art floral o cultivadors..

### Mostra de Bonsais i Suiseki
Lligat a l'esdeveniment floral que representa el Corpus de Sitges, el 1991 es realitza la primera Mostra de Bonsais, dins de la setmana de Corpus, i així es mantindrà fins a l'actualitat. L'Exposició s'inaugura seguidament a la de Clavells, i actualment es troben exposats a l'auditori de l'edifici Miramar. A la mostra s'exhibeixen els bonsais dels membres dels Amics del Bonsai del Garraf. Els darrers anys s'ha incorporat a la mostra l'exhibició de Suisekis.

## Elements: Seguici popular/folklòric

### Gegants de la Vila
Els Gegants de la Vila de Sitges obren, juntament amb les altres dues parelles de gegants sitgetans i ocupant el lloc capdavanter, les cercaviles i processons de les vigílies i les diades de Corpus Christi, Sant Bartomeu i Santa Tecla.
Des dels seus inicis tenen aparença de reis medievals, i tot i els canvis d'abillament s'ha mantingut en el temps aquesta aparença.
Els Gegants Vells de la Vila es van estrenar per la Festa Major de 1897. Van ser construïts amb cartó i suports de fusta recoberts de guix. El Gegant fa 4,55 metres d'alçada i 113 quilos de pes. La Geganta fa 4,45 metres d'alçada i 104 quilos de pes. El disseny dels seus vestits el va realitzar el figurinista Lluís Labarta.
Els Gegants Nous de la Vila es van estrenar per Corpus el 1975 i van ser construïts a El Ingenio (Barcelona) com una replica dels Gegants Vells. Des d'aquell moment fan les sortides de Festa Major i Santa Tecla, en canvi, els Gegants Vells s'han mantingut en actiu realitzant principalment les sortides de Corpus, el 2017 per exemple, celebrant els seus 120 anys. En dues ocasions, i únicament per Corpus, han sortit les dues parelles de gegants (vells i nous) a la vegada.

### Gegants Americanos
Els Gegants Americanos de Sitges (també anomenats Cubanitos) obren, juntament amb les altres dues parelles de gegants de la vila, les cercaviles i processons de les vigílies i les diades de Corpus Christi, Sant Bartomeu i Santa Tecla. Es van estrenar per la Festa Major de 1965.
La geganta mesura uns 3 m d'alçada i el gegant (que només és de mig cos), 2 m. Oficialment no tenen nom. Popularment se’ls anomena Panxito i Panxita. Per les seves característiques d'alçada i proporcions es poden classificar dins del subgrup de gegants anomenats gegantons.
L'autor del disseny dels Gegants Americanos de Sitges fou Llorenç Picas i Cardó (industrial de la pell i artista), que treballà en aquesta tasca amb la col·laboració de Josep Muntañola. Les peces van ser construïdes a El Ingenio, taller especialitzat en imatgeria, situat al carrer d'en Raurich de Barcelona.

### Gegants Moros de l'Agrupació de Balls Populars de Sitges
Els Gegants Moros de Sitges obren, juntament amb les altres dues parelles de gegants de la vila, les cercaviles i processons de les vigílies i les diades de Corpus Christi, Sant Bartomeu i Santa Tecla.
Els gegants moros actuals, estrenats el 1979, són la segona parella de gegants moros sitgetans, els primers (els Gegants Moros d'en Querol) es van estrenar el 1845, participant des dels seus inicis en les cercaviles i la processó de Corpus, i van estar en actiu fins al 1919.
Els gegants moros d'en Querol van coincidir en el temps amb els actuals gegants centenaris durant més de 20 anys. Però com en moltes poblacions amb dues parelles de gegants, es van alternar les sortides per períodes, depenent de l'estat del seu avillament. Únicament van realitzar una sortida conjunta a la història, la de la processó de Corpus de 1899.
El gegant Moro, de nom Fa-luch, té una alçada de 4,20 m i pesa uns 80 kg. La geganta Mora, de nom La-hia, té una alçada de 4,10 m i pesa uns 80 kg. La parella de gegants està feta a imatge dels antics gegants moros d'en Querol, en què el gegant tenia aparença morisca i la geganta d'una dama de l'època.

### Drac
El Drac de Sitges desfila en les cercaviles i processons de Sant Bartomeu i Santa Tecla entre les colles del ball de Diables i davant de l'Àliga. Des de 2013 s'ha incorporat, juntament amb l'Àliga, a la processó del Corpus sitgetà, ornamentat, en aquest cas, amb flors a la boca i sense disparar elements de pirotècnia.
El Drac actual es van estrena el 1922, tot i que la primera referència de la presència d'un drac a Sitges data de 1814, justament en una processó amb l'estructura i els elements de la de Corpus.
L'estructura del Drac de Sitges conté fusta, tela metàl·lica, cartró pedra, pintura plàstica i vernís. Les seves mides són: 225 x 303 x 150 cm.
El disseny original anà a càrrec de l'artista sitgetà Agustí Ferrer i Pino. Fou construït a la fusteria de Salvador Forment durant l'any 1922.

### Àliga
L'Àliga de Sitges desfila en les cercaviles i processons de Sant Bartomeu i Santa Tecla entre les colles del ball de Diables i darrere del Drac. Des de 2013 s'ha incorporat, juntament amb el Drac, a la processó del Corpus sitgetà, ornamentada, en aquest cas, amb flors al bec i sense disparar elements de pirotècnia.
L'àliga actual es va estrenar el 1984, però a Sitges es documenta la primera àliga el 1945, que ja participava en les processons, però en pocs anys va deixar de sortir.
L'Àliga de Sitges mesura 3,5 m de llargada per 2,6 m d'alçada. Està realitzada amb fibra de vidre i pintada, actualment, amb tonalitats ataronjades i diversos motius de color negre. El faldó d'arpillera que en cobreix el cavallet va pintat de color blau i decorat amb una randa de flames. Du incorporats a la boca i a la cua diversos elements metàl·lics per a subjectar els elements pirotècnics.
A partir de la seva participació en el Corpus de Sitges, es decideix que la corona original i protocol·lària sigui la que llueixi únicament per la processó de Corpus.

### Moixiganga
A Sitges, la Moixiganga és un ball de caràcter religiós en el qual s'hi representa, mitjançant una sèrie de quadres o misteris executats a mode d'exercicis gimnàstics, la passió, mort i resurrecció de Jesucrist. Semblen d'aquest mateix grup de moixigangues les ballades a Valls, Vilafranca i, entre d'altres, a Igualada.
El mot Moixiganga deriva de la paraula en àrab moaxina o magxihuacha, que significa reunió de gent emmascarada que, seguint l'ancestral culte a l'esperit del cereal, porta vestits blancs recoberts de flors. La cristianització de les diverses manifestacions rituals antigues es va dur a terme sense trencar amb la tradició i, seguint aquesta tònica, la Moixiganga va canviar el seu primitiu simbolisme agrari –de representació anyal de la mort i la resurrecció del gra- per l'actual representació cristiana
El ball de la Moixiganga es documenta a Sitges des del 1853 i tanca la part del seguici folklòric de les cercaviles i processons de les vigílies i les diades de Corpus Christi, Sant Bartomeu i Santa Tecla.
De la mateixa manera que els gegants i el drac, el 1814 a Sitges, ja s'indica la participació de diversos balls populars en una processó celebrada a imatge de la de Corpus, però no s'indica si un d'ells podia ser el de la moixiganga. El 2003 doncs, serà la primera vegada que la moixiganga, tanqui el seguici folklòric de la processó de Corpus, i a partir del 2009, any en què el ball confeccionarà la catifa del Cap de la Vila, s'incorporarà definitivament al seguici. És l'únic element que no va acompanyat musicalment pel “Toc de Processó”, ja que desfila realitzant els seus quadres i per tant, amb la seva música pròpia de gralla.

## Elements: Seguici religiós

### Creu Parroquial
Històricament la Creu Parroquial i els gonfanons sempre han obert el seguici religiós en totes les processons de Corpus. Es pot observar aquest detall en les il·lustracions de les processons del segle xviii, o en la documentació de segles anteriors. Així mateix es troba documentat a Sitges, ja el 1886, i a partir d'aquell moment de forma constant fins a l'actualitat.

### Nenes i nens de Primera Comunió
Des de fa segles, les nenes i els nens havien participat en la processó de Corpus simbolitzant diverses figures, especialment àngels, tirant flors al pas de la custòdia. A Sitges aquest tipus d'acompanyaments ja es documenten el 1814, i des de mitjans del segle xix de forma constant, també portant els penons de les escoles sitgetanes que desfilaven a la processó. No és fins al 1912 que es documenta la participació de nenes amb els vestits blancs acompanyant amb un penó propi i el 1917 en què es fa menció específica que porten els vestits de comunió. Des d'aquell moment fins a l'actualitat sempre han participat en la processó de Corpus.

### Feligresos - Pubilles i hereus de Sitges
A continuació desfilen els feligresos, portant una atxa o un ciri encès. L'acompanyament més ampli dins de la processó, sempre ha estat vinculat als membres de la Confraria de la Minerva, però també era un costum habitual que el pendonista enviés invitacions personals a les llars sitgetanes per convidar-los a participar en la processó. Aquest fet suposava que alguns anys, participessin més de 500 acompanyants amb atxes en el seguici.
Seguidament tanquen l'acompanyament amb ciris les pubilles i els hereus de les entitats i diferents barris de Sitges.

### Penó de la Minerva - Pendonista i cordonistes
Des de la formació de les primeres confraries de la Minerva al segle xvi, el seu penó sempre ha anat en un lloc preferent a la processó, precedint el pas de la custòdia. A Sitges, la Confraria de la Minerva es funda abans del 1635 i el penó de la Minerva ja es documenta a finals del segle xviii. El 1854, la confraria estrena un nou penó, brodat en or a la botiga especialitzada de Bonaventura Ullé a Barcelona. Des d'aquell moment i fins a l'actualitat aquest penó, el més antic de les processons sitgetanes, precedirà el pas de la custòdia.
Històricament els portants del penó, pendonista i cordonistes, eren els dos administradors de la Confraria de la Minerva i el clavari. A partir del 1912, el pendonista i cordonistes deixaran de ser exclusivament el clavari i administradors de la confraria, i s'elegirà cada any un pendonista que assignarà dos cordonistes que l'acompanyin. Primerament el pendonista formava part de la Confraria de la Minerva i un dels cordonistes també n'havia de formar part. Actualment, el pendonista és un honor que recau en persones fortament vinculades a la festivitat o amb una llarga trajectòria en aquesta. El pendonista és qui triarà els dos cordonistes que l'acompanyaran portant el penó.

### Tabernacle amb la Custòdia amb el Santíssim Sagrament sota tàlem
Seguidament el celebrant i concelebrants, juntament amb els acòlits, porten i acompanyen el pas de la custòdia amb el Santíssim Sagrament. La custòdia tant la porta el mateix rector com es mostra a sobre del tabernacle. L'ús de la custòdia per les processons de Corpus ja es documenta el 1342. A Sitges, l'actual custòdia està realitzada el 1948, i l'actual tàlem s'estrena el 1951. A Sitges ja es té documentació sobre la custòdia des d'abans del 1792, any en què s'indica que la nova custòdia encarregada per la Confraria de la Minerva era especialment valuosa (4300 lliures). També es documenta el 1814 que s'ha adquirit un nou tàlem.
Ser un portant de les vares del tàlem, des dels inicis de la festivitat del Corpus, ha suposat ocupar un dels llocs més importants de la processó, estipulant-se finalment una jerarquia concreta. La vara del mig del costat dret era considerada la més important i a la processó de Barcelona, hi tenia reservat el lloc el Rei, que si no hi participava, derivava el seu lloc a la següent persona de més rang. A Sitges eren els regidors municipals qui portaven les vares del tàlem (sis en total) fins a l'actualitat, en què realitzen aquesta tasca el “cos de portants” de la parròquia.
També històricament, tancaven el seguici religiós les autoritats municipals, acompanyades de la guàrdia urbana vestida de gala i finalment la banda de música. Que la banda de música tanqui la processó és un detall històric i tradicional i per tant, documentat habitualment en totes les processons de Corpus; a Sitges ho està des dels primers setmanaris locals (a finals del segle xix). Antigament, era la banda del mestre de capella qui tenia l'honor de ser la que tancava la processó i actualment és la Cobla Sitgetana qui ho fa.

## La música del Corpus de Sitges

### Primeres referències documentals
La música, com en la majoria de festivitats, és un component essencial en la celebració del Corpus de Sitges. El tipus de música i instruments utilitzats depenen en certa manera de l'acte que s'estigui duent a terme dins de la celebració. Històricament els músics han sigut un dels primers elements pels quals es feia una despesa important, ja que se’n contractaven de forans. D'aquesta manera el primer apunt històric de músics contractats per tocar per Corpus a Sitges és del 1624, concretament l'apunt del clavari indicava: “Als 24 de juny, s'abonà a Francesc Font 20 lliures, 11 sous i 3 diners per tantes n'ha pagades per los musichs y son lloguer de sonar en lo dia de Corpus”.
Un dels moments clau dels músics era l'ofici, moment en què es podia lluir el mestre contractat i que posteriorment acompanyaria el pas de la custòdia a la processó de Corpus tancant tot el seguici. Posteriorment a Sitges es va crear la figura del mestre de capella, que era qui tocava a l'ofici de Corpus i posteriorment la seva banda tancava el seguici processional. A més a més, en el conjunt de la processó també hi participaven d'altres bandes musicals, normalment sitgetanes, que acompanyaven d'altres penons i els seus portants, com el penó del Sagrat Cor.
La documentació referent a l'acompanyament musical dels actes de la festa es recull de forma continuada des del 1877, amb l'aparició dels primers setmanaris sitgetans. Així doncs, el 1877 ja es referencia la música de l'Ofici i de la processó: “El altar mayor de nuestra parroquial Iglesia estaba cuajado de flores y luces, produciendo un agradable y armonioso conjunto, la música de capilla ejecutó la misa del maestro Mercadante con afinación y colorido y por la tarde dejó oir la gran marcha de la célebre ópera Aida, instrumentada con acierto por el señor Català”.
Actualment es segueix mantenint la instrumentació en la Missa Solemne Concelebrada i tanca la processó una banda de música sitgetana, concretament la Cobla Sitgetana.

### El "Toc de Processó"
Un altre dels elements característics i tradicionals, musicalment parlant, són la gralla i el timbal. Aquests dos elements acompanyen a tots els elements folklòrics participants en el Corpus de Sitges. Concretament acompanyen a les 3 parelles de gegants, drac, àliga i moixiganga.
A Sitges es documenten grallers sitgetans des de la colla dels Antonets (1885-1920). I que els gegants estiguin acompanyats per gralles des de la seva aparició, el 1845, es documenta de forma àmplia en el darrer terç del segle xix. Un esment de l'acompanyament musical dels gegants per la processó de Corpus, el trobem per exemple, en la crònica de l'Eco de Sitges del 7 de juny de 1900: “Los jigantes con dulzainas y tamborino abrían la marcha seguidos de numerosos chiquillos,...”.
Les peces de música que toquen els grups de grallers són de dos tipus: 
- En els actes de caràcter popular com la sortida de la vigília o la ballada final, es tocaran diversitat de composicions, al so de les quals ballaran els gegants.
- A la processó el toc característic i tradicional a Sitges és el “Toc de Processó”.[7] Una peça de música, com diu el seu mateix nom, indicada especialment per tocar per la processó i que ja es documenta a principis del segle XX com una de les 3 peces habituals que toquen els grallers (juntament amb el toc de Matinades i el toc de Castells). Aquesta peça diferencial del Corpus de Sitges, ja que és en l'únic moment de l'any en què s'interpreta, acompanya a les 3 parelles de gegants, el drac i l'àliga durant la processó de Corpus. Tots els elements avançaran desfilant i no ballant, seguint el tempo solemne que inspira la peça.

A més a més, els grallers que en celebracions com la Festa Major es divideixen en colles més petites per acompanyar a cada ball, desfilen únicament en dos grans grups: l'Escola de grallers de Sitges i els grallers Marcets de Sitges, fet que amb més de 30 components per grup tocant conjuntament, suposen una instrumentació excepcional durant tota la processó.
Tancant el seguici folklòric es troba la Moixiganga que és l'únic element que manté la seva música pròpia, també amb gralles i timbals, ja que evoluciona al llarg de la processó realitzant alguns dels seus quadres més característics.